# Skandal i Oxford
Skandal i Oxford (originaltitel: A Chump at Oxford) är en amerikansk komedifilm med Helan och Halvan från 1940 regisserad av Alfred J. Goulding.

## Handling
Helan och Halvan jobbar som gatustädare. En dag sker det ett bankrån, och när rånaren försöker fly är det Helan och Halvan som förhindrar honom från att komma undan. Som belöning för deras insats önskar de att få åka till Oxford för att studera. Väl där går det inte riktigt som de hade tänkt sig.

## Om filmen
Filmen är en parodi på Lionel Barrymore's film A Yank at Oxford från 1938, och är en delvis remake på duons tidigare filmer Slipping Wives från 1927, Stor galamiddag, Jag får aldrig vara me' båda från 1928 och Pippi i kvadrat från 1929.
Filmen har visats både som kortfilm och långfilm i Sverige och hade premiär i Sverige den 9 september 1940. När filmen visades som två kortfilmer 1957 var titlarna Helan och Halvan på skolbänken och Helan och Halvan som hembiträde. När filmen hade nypremiär 1965 var titeln Helan och Halvan - skolans skräck.
Filmen finns i två olika versioner, en kort version på 42 minuter och en lång version på 63 minuter med tillagd prolog. Båda versionerna finns utgivna på DVD.

## Rollista (i urval)
- Stan Laurel – Stan (Halvan)
- Oliver Hardy – Ollie (Helan)
- Forrester Harvey – Meredith
- Wilfred Lucas – dekan Williams
- Charlie Hall – student
- Peter Cushing – student Jones
- Ethelreda Leopold – kvinna på banken
- Rex Lease – bankrånare
- James Finlayson – mr. Vanderveer (tillagda scener)
- Anita Garvin – mrs. Vanderveer (tillagda scener)
- Vivien Oakland – receptionist (tillagda scener)
- Sam Lufkin – renhållningsbilens förare (tillagda scener)
- Harry Bernard – polis (tillagda scener)[2]